# The World is Stone
The World is Stone (El mundo es de piedra, en español) es un sencillo de la cantante Cyndi Lauper.

## Información
Esta es la versión en inglés de la canción francesa "Le Monde est stone" (1978), que formaba parte del musical Starmania y ha sido especialmente asociado con Fabienne Thibeault, Carmen María y Céline Dion.
La canción fue compuesta por Michel Berger. La letra original en francés fue escrita por Luc Plamondon, y la canción fue adaptada a inglés por Tim Rice. Se trata de una balada de la Banda sonora de Tycoon. El lado B se llamaba "You Have to Learn to Live Alone", el cual también estaba en la banda sonora.

## Rendimiento
Aunque este sencillo no fue lanzado en EE. UU., fue un éxito en varios países (el número 15 en Reino Unido), pero sobre todo en Francia donde llegó al número dos, se quedó durante tres meses en los cinco primeros y era de 31 semanas en el top 50.

## Tabla de charts
| Lista (1992)              | Peak position |
| ------------------------- | ------------- |
| Colombian Singles Chart   | 12            |
| French SNEP Singles Chart | 2             |
| German Singles Chart      | 100           |
| Irish IRMA Singles Chart  | 16            |
| Japan Oricon Hot 100      | 8             |
| UK Singles Chart          | 15            |

## Listado de temas single
CD single
1. "The World Is Stone" — 4:30
2. "You Have to Learn to Live Alone" — 5:10

CD maxi
1. "The World Is Stone" — 4:30
2. "You Have to Learn to Live Alone" — 5:10
3. "Time After Time" — 4:01